# Paracupes ascius
Paracupes ascius is een keversoort uit de familie Cupedidae. De wetenschappelijke naam van de soort is voor het eerst geldig gepubliceerd in 1989 door Neboiss.